# Contea di Uintah
La contea di Uintah, in inglese Uintah County, è una contea dello Stato dello Utah, negli Stati Uniti. Il capoluogo è Vernal.

## Geografia
La contea si trova nel nord-est dello stato ed è collocata al centro del Bacino Uinta. A ovest si estendono i monti Wasatch, a nord i monti Uinta. Il fiume principale è il Green River che scorre verso sud-ovest nella parte centrale della contea; altri fiumi sono l'Ashley Creek, il White River e il Uinta River. Sul confine con il Colorado si trova il Dinosaur National Monument. Nella contea si trova parte della Riserva Uintah e Ouray.

### Contee confinanti
- Contea di Daggett - nord
- Contea di Moffat (Colorado) - nord-est
- Contea di Rio Blanco (Colorado) - est
- Contea di Garfield (Colorado) - sud-est
- Contea di Grand - sud
- Contea di Emery - sud-ovest
- Contea di Carbon - sud-ovest
- Contea di Duchesne - ovest

## Storia
Ritrovamenti preistorici suggeriscono che il Bacino Uinta fosse abitato migliai di anni fa da nativi e appartenenti alla Cultura di Fremont. La contea fu fondata nel 1880 e deve il suo nome a un ramo di nativi Ute.

## Comuni

### Cities
- Ballard
- Naples
- Vernal (capoluogo)

### Census-designated places
- Bonanza
- Fort Duchesne
- Jensen
- Lapoint
- Maeser
- Randlett
- Whiterocks